# Estação Las Torres (VLT da Cidade do México)
A Estação Las Torres é uma das estações do VLT da Cidade do México, situada na Cidade do México, entre a Estação Tasqueña e a Estação Ciudad Jardín. Administrada pelo Servicio de Transportes Eléctricos de la Ciudad de México (STECDMX), faz parte da Linha 1.
Foi inaugurada em 1º de agosto de 1986. Localiza-se no cruzamento da Estrada de Tlalpan com a Rua Cerro de las Torres e a Rua Miguel Ángel de Quevedo. Atende o bairro Atlántida, situado na demarcação territorial de Coyoacán.